# Sučelje
Sučelje ili međusklop (engleski: interface) ime je za skup sklopovlja, programa, ljudske interakcije ili bilo koja druga kombinacija koji omogućavaju spajanje dva ili više različitih dijelova nekog računalskog sistema ili računala koji omogućavaju protok podataka i signala za upravljanje. Međusklop može biti sklopovni ili programski, ili kombinacija jednog ili drugog. Sklopovni međusklop omogućava protok podataka i signala za upravljanje između centralnog procesora i perifernih jedinica (tipkovnica, zaslon, masovna spremišta podataka, itd), dok softverski međusklopovi omogućavaju razmjenu podataka unutar programa rabeći razne datotečne strukture, ili razmjenu podataka između različitih programa. Moderni računarlski sustavi imaju mnogo međusklopova na raznim stupnjevima od sklopvlja, operacijskog sustava, te aplikacija ovisno o supnju abstrakcije koje se rabi u nekom sistemu.